# One Thousand Museum
Pour les articles homonymes, voir One, Thousand et Muséum.
Le One Thousand Museum (Musée 1000, ou 1000 Museum, en anglais) est un gratte-ciel résidentiel de 2018, de style ultra-design-organique de 215 m (62 étages) de Miami en Floride aux États-Unis,.

## Histoire
Ce gratte-ciel (cinquième plus haut bâtiment de Miami à la fin de sa construction en 2018) est un des ultimes projets de la célèbre architecte Zaha Hadid (1950-2016) construit face au parc public Museum Park (Miami) (en) de 12 hectares, avec vue panoramique d'exception entre autres sur Miami, le port de Miami, la presqu'île de South Beach (SoBe) de Miami Beach (plages de Miami Beach), et sur l'océan Atlantique à l’horizon,,...

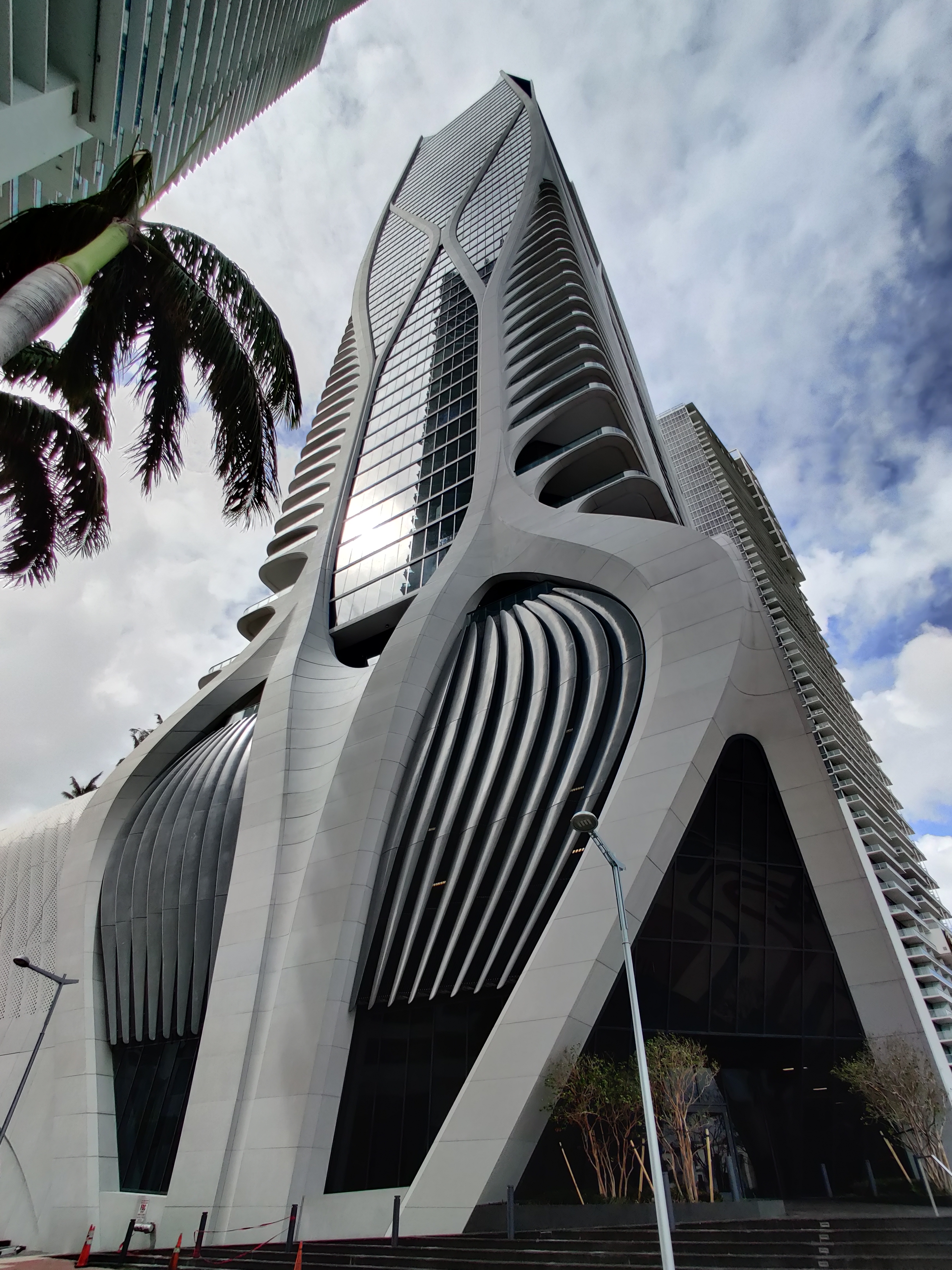
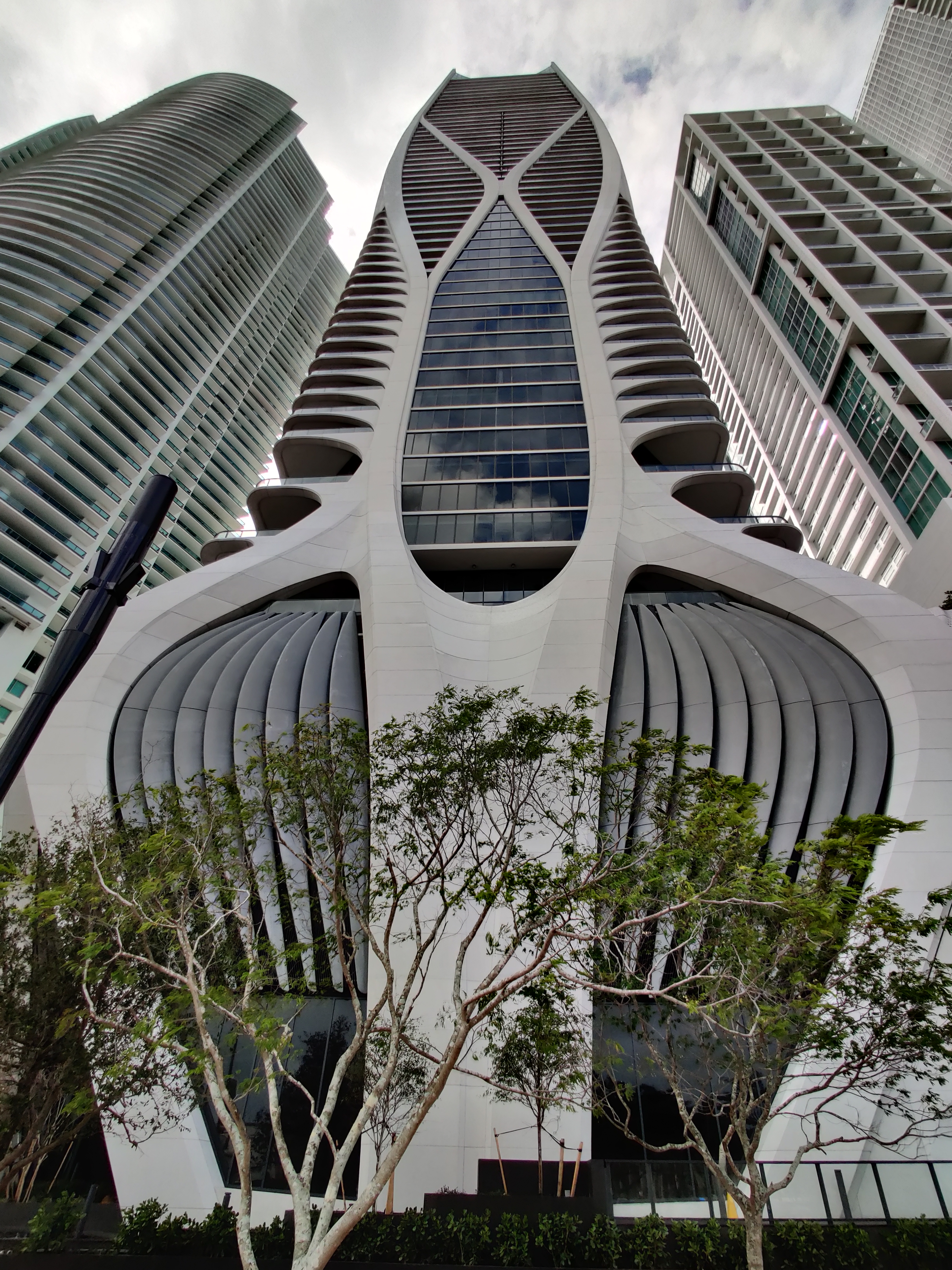
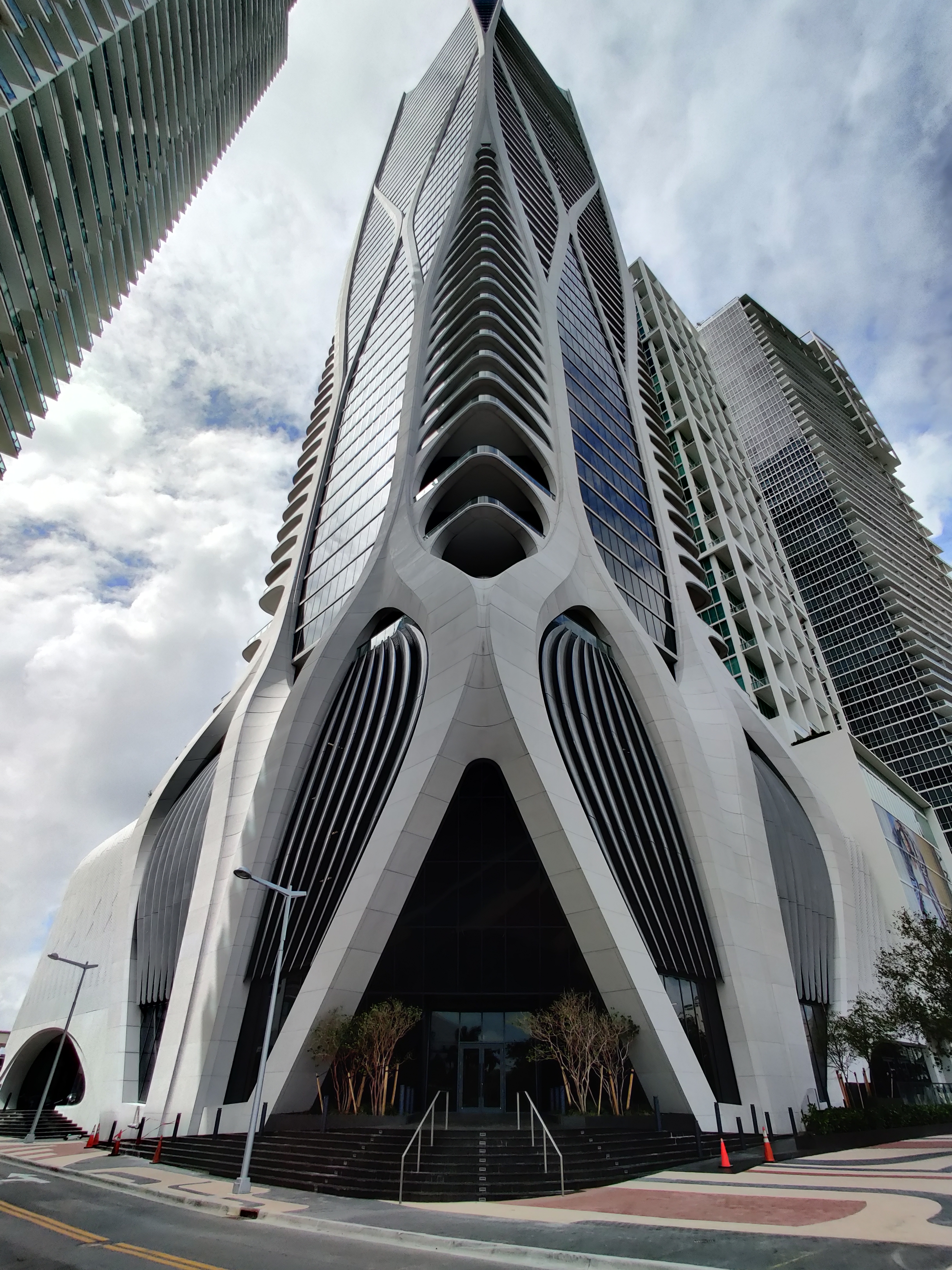
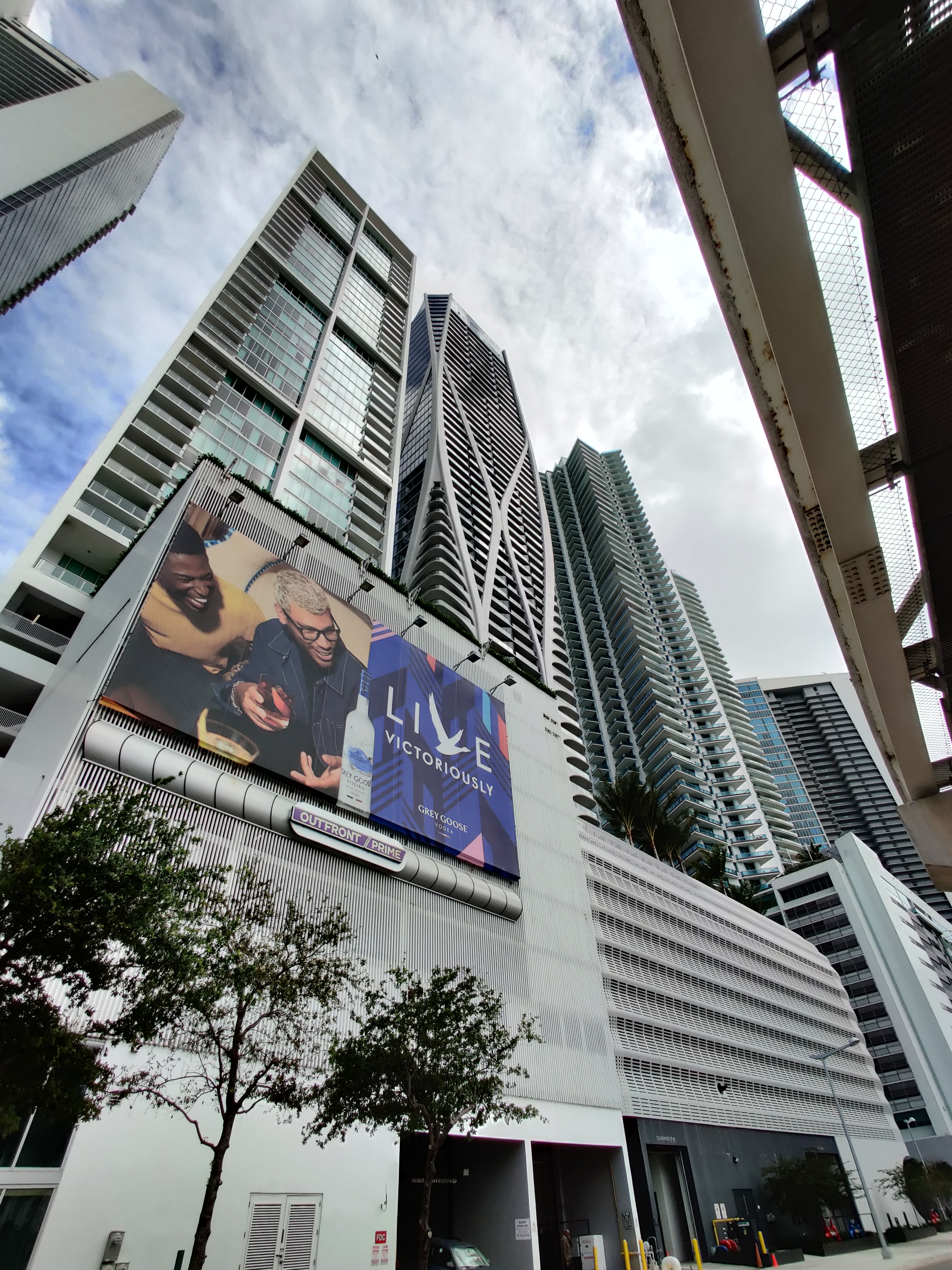

La tour de 84 appartements ultra-luxueux de 450 à 900 m², est constituée d'une façade en verre, et d'un exosquelette incurvé composé de 5000 morceaux de béton armé de fibre de verre, permettant des espaces et volumes intérieurs avec moins de colonnes, capables de résister aux cyclones tropicaux de la région,,.

## Anecdote
L'appartement penthouse en duplex sur deux étages du 62e étage, avec salle à manger, salon, cinq chambres, six salles de bains, toit-terrasse, piscine, et héliport privé, est acquis pour 49 millions de dollars au moment de sa construction par le célèbre couple britannique David et Victoria Beckham (entre autres président et copropriétaire du Club Internacional de Fútbol Miami, et cofondateur du stade de football Miami Freedom Park),,,. 